# Industriepark Gersthofen

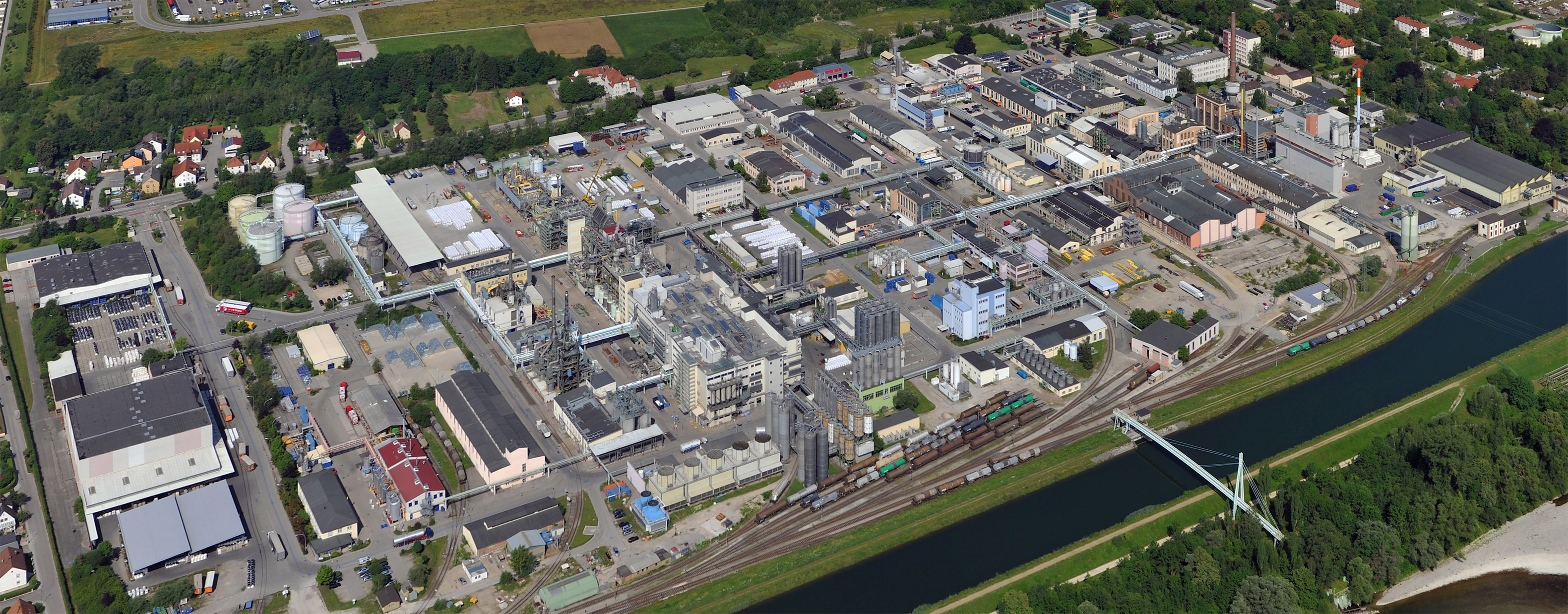
Luftaufnahme des Industrieparks Gersthofens

Der Industriepark Gersthofen liegt im Norden von Gersthofen bei Augsburg in Bayern und hat sich von einem Chemiewerk der Hoechst AG zu einem Produktions- und Dienstleistungsstandort entwickelt.

## Geschichte
Auf dem Gelände des heutigen Industrieparks wurde im Jahr 1899 das Filialwerk Gersthofen der Farbwerke Hoechst AG gegründet, weil hier aufgrund eines von der Elektrizitäts-AG vormals W. Lahmeyer & Co. gleichzeitig errichteten Laufwasserkraftwerks am vom Lech ausgeleiteten Lechkanal eine Stromversorgung gewährleistet war, die 1904 und 1911 durch den Bau zweier Kohlekraftwerke gesichert wurde.
Ein anfänglich als Staubecken des Lechkanals genutztes Gebiet wurde später als Erweiterungsgebiet genutzt. In Gersthofen sollte synthetisches Indigo hergestellt werden. 1902 nahm das Werk die Produktion von Chromsäure, Chinon und Phthalsäure auf. Mit der ersten Produktion wurde am 7. März 1902 begonnen. 1905 kam noch das Produkt Monochloressigsäure hinzu.
Nach der Gründung der I.G. Farben begann 1927 die Produktion von Wachsen am Standort. Nach Kriegsende stand das Werk von 1945 bis 1951 als Lech-Chemie unter US-amerikanischer Verwaltung, kam jedoch bei der Entflechtung der I.G. Farbenindustrie als Werk Gersthofen wieder zu den Farbwerken Hoechst. Schwerpunkt des Werks Gersthofen lag auf der Produktion von Wachsen, Polymeradditiven und von Zwischenprodukten auf Basis von Essigsäure. Daneben befanden sich hier Anlagen zur Produktion von Faservorprodukten (BU Faservorprodukte) sowie von Polyestergranulaten (PET).
1958 nahm die Tochtergesellschaft Abieta Chemie am Südrand des Geländes die Erzeugung von Emulgatoren von synthetischem Kautschuk auf. Das Chemiewerk hatte Ende 1960er Jahre mehr als 2000 Beschäftigte, für die 378 Werkswohnungen bestanden. 1997 übernahm die Clariant GmbH das Werk Gersthofen und entwickelte es 2002 zum Industriepark Gersthofen weiter.
Auf dem etwa 35 Hektar großen Gelände mit Gleisanschluss sind heute in den insgesamt zehn Unternehmen rund 1.200 Menschen beschäftigt. Schwerpunkt ist nach wie vor die Herstellung von Spezialchemikalien durch Betriebe von fünf weltweit tätigen Unternehmen (Archroma, Kraton Chemical, CABB, Clariant und INVISTA).

## Heutige Situation
Die angesiedelten Unternehmen sind:
- Archroma Germany GmbH
- Kraton Chemical GmbH
- Bilfinger Engineering & Maintenance GmbH
- CABB GmbH

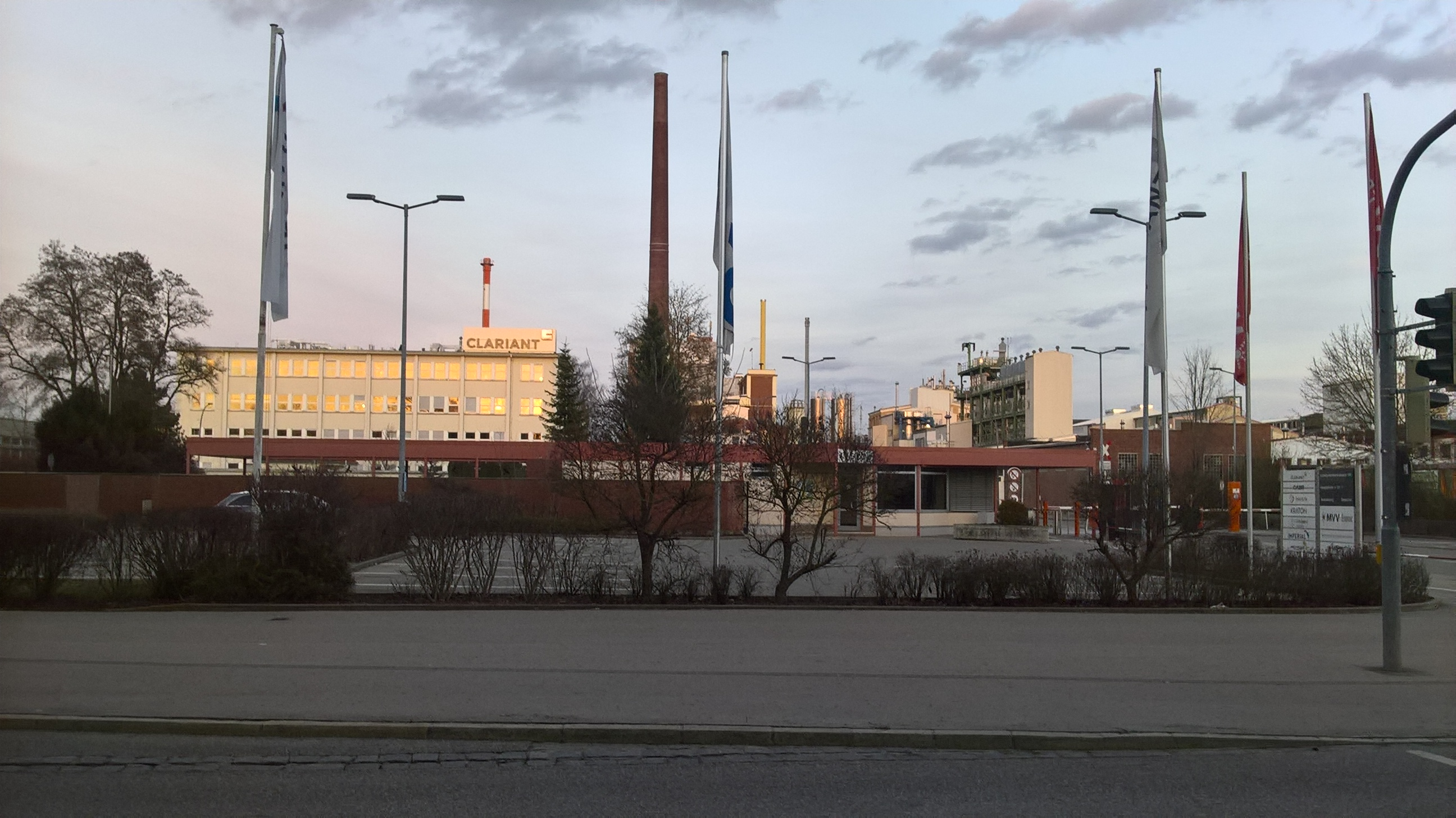
Hauptzufahrt des Geländes

- Clariant Plastics & Coatings (Deutschland) GmbH
- IGS Netze GmbH
- Infraserv Logistics GmbH
- Indorama Ventures Polymers Germany GmbH[4]
- IMPERIAL Chemical Transport GmbH
- MVV Industriepark Gersthofen GmbH

Betreibergesellschaft des Industrieparks ist die MVV Industriepark Gersthofen GmbH, eine 100-%-Tochtergesellschaft der MVV Enamic GmbH in Mannheim. Mit knapp 200 Mitarbeitern bietet die MVV den im Industriepark ansässigen Unternehmen eine Energie- und Medienversorgung, eine chemietypische Infrastruktur sowie Serviceleistungen. Kernkompetenz des Standortbetreibers sind Leistungen in den Bereichen Sicherheit und Umweltschutz.
Die MVV Industriepark Gersthofen GmbH ist mit rund 100 Auszubildenden einer der größten Ausbildungsbetriebe im Landkreis Augsburg und bildet die Nachwuchskräfte für den eigenen Bedarf sowie für die Unternehmen im Industriepark in neun verschiedenen Berufen aus:
Zur eigenen Energieversorgung hat der MVV-Konzern im Jahr 2008 30 Millionen Euro in den Bau eines Ersatzbrennstoffkraftwerks investiert, das seit Mitte 2009 die Unternehmen im Industriepark Gersthofen mit Prozessdampf versorgt. Auf Basis der Kraft-Wärme-Kopplung wird der Energiebedarf der Unternehmen seither durch die Verwertung von Abfallstoffen gedeckt. Die Produktionsabwässer des Industrieparks werden seit 1975 mithilfe einer biologischen Kläranlage gereinigt.

## Sonstiges
Durch die Versorgung mit Wasserstoff aus der Elektrolyse am Standort konnte in der Nähe des Werksgeländes eine Station zur Befüllung für Gasballone angelegt werden. Dadurch entwickelte sich Gersthofen zu einem bedeutenden, bis heute aktiven Ballonstartplatz. Auch wurde am 27. Mai 1931 ab Augsburg durch Auguste Piccard an Bord des FNRS-1 mit Gersthofer Wasserstoff ein Ballon-Höhenrekord von 15.785 m Rahmen der Stratosphärenforschung aufgestellt.